# Восьмиклассница
«Восьмикла́ссница» — песня советской рок-группы «Кино», вошедшая в дебютный студийный альбом «45», записанный в 1982 году совместно с музыкантами группы «Аквариум». Песня попала в список «100 лучших песен русского рока в XX веке», составленной радиостанцией «Наше радио» на основе выбора радиослушателей, поднявшись в нём до 47-й позиции.

Пустынной улицей вдвоём с тобой куда-то мы идём

И я курю, а ты конфеты ешь

И светят фонари давно, ты говоришь: «Пойдём в кино?»

А я тебя зову, м-м, в кабак, конечно

М-м-м-м-м

Восьмиклассница-а-а

М-м-м-м
— Кино, «Восьмиклассница»

## История песни
По воспоминаниям Алексея Рыбина, «восьмиклассницей» Виктор Цой называл девушку, с которой познакомился в ПТУ. Время от времени он играл в небольшой рок-группе при училище, исполнявшей не только известные зарубежные хиты, но и песни собственного сочинения. Тогда-то у подобного творчества появилось несколько поклонниц и с одной из них Виктор Цой сблизился — стал проводить с ней много времени, встречаться по вечерам и провожать до дома. Цою было 20 лет, его «восьмикласснице» — 15.

В один из таких вечеров, вернувшись с очередной романтической прогулки, он, буквально за двадцать минут, сочинил свою знаменитую песню «Восьмиклассница», вернее, не сочинил, а зарифмовал всё то, что с ним происходило на самом деле — от «конфеты ешь» до «по географии трояк». И получилось это просто замечательно.— Алексей Рыбин
Во время записи «Восьмиклассницы» произошёл курьёз: вместо требуемой тридцать восьмой скорости была включена девятая, поэтому трек получился дефектным, и это обстоятельство в будущем помешало изданию альбома на виниле. Запись продолжалась на протяжении полутора месяцев, всего было сведено 14 композиций, 13 из которых попали на альбом.

## В записи участвовали
- Виктор Цой — вокал, гитара
- Алексей Рыбин — гитара
- Михаил Васильев — драм-машина

## Кавер-версии
- Для проекта «КИНОпробы» версию песни записала группа «Мумий Тролль».

«Кино» и «Аквариум» — вообще это были две записи русскоязычного рока, которые попались мне для прослушивания. Это, по-моему, было в 1983—84 году. И на одной бобине был записан с одной стороны альбом «Аквариума», а с другой стороны — альбом «45» группы «Кино», поэтому, в общем-то, выбор песни для трибьюта был вполне закономерен.— Илья Лагутенко о песне «Восьмиклассница»
- В 2002 году в трибьют-альбоме «День рождения Виктора Цоя» песню исполнил Алексей Рыбин — гитарист первого состава группы «Кино».
- Своеобразную версию песни с сильно изменённым текстом можно услышать в фильме «Стиляги».
- Пародию под названием «Фрезеровщица» на версию из «Стиляг» в том же 2008 году сделала программа «Большая разница».
- В 2016 году свой кавер песни в старинном стиле под названием «Гимназисточка» выпустил ансамбль-варьете «Дореволюционный Советчик»[6].